# Hieracium nizhnetunguskaense
Hieracium nizhnetunguskaense es una especie de planta con flor del género Hieracium, de la familia Asteraceae, orden Asterales.

## Distribución
Hieracium nizhnetunguskaense se distribuye por Rusia.

## Taxonomía
Fue descrita científicamente por N. N. Tupitsyna.